# Павлович, Александр Иванович
Алекса́ндр Ива́нович Павло́вич (19 сентября 1819, Шаришске Чьерне (ныне Район Бардейов, Прешовский край, Словакия) — 25 декабря 1900, Свидник) — русинский словацкий поэт, публицист, писатель, фольклорист, общественный деятель. Писал на шаришском восточнославянском наречии, ныне определяемом как диалект украинского, либо русинского языка. «Будитель» русинов, сподвижник Александра Духновича.

## Биография
Александр Павлович родился в многодетной семье грекокатолического священника в области Шариш со смешанным русинско-словацким населением. Он потерял отца в 4 года, а в девять лет, после смерти матери, остался круглым сиротой. После этого будущий поэт несколько лет жил на Галичине, в семье родного дяди Ивана. Во Львове он посвящал Святоюрскую школу, где, кроме прочего, в совершенстве овладел польским языком. Начальную школу окончил во Львове, после чего переехал на Пряшевщину, в семью другого своего родича Иосифа. По окончании гимназии Павлович избрал себе религиозную стезю и уехал учиться в семинарию в словацкий город Трнава. Вдобавок к польскому и словацкому, обучение в семинарии дало ему также знание латинского и немецкого языков, кроме того, именно там Александр Павлович познакомился с видными деятелями словацкого возрождения (Яном Палариком, Мартином Гатталой), новейшей литературой на славянских языках и идеями славянской взаимности.
Хотя Павлович собирался изначально стать священником, но после окончания гимназии в городе Ягре он некоторое время вынужден был проработать юристом, поскольку оказалось, что все места для священников заняты.
Но вскоре он получил письмо от брата Иосифа, в котором тот сообщал ему, что епископ Галанец готов выслать его на обучение в теологическую академию в Тернаве. В бытность свою студентом академии Павлович начинает сочинять стихи на родном диалекте, причем записывает их первоначальной латинским алфавитом, так как не знал кириллического.
После рукоположения в священники он был назначен в приход в русинском селе Комлоши (Хмелева). Вскоре он познакомился с видным будителем карпатских русинов Александром Духновичем, что повлияло на всю его жизнь. От Духновича он воспринял концепцию о едином русском народе и русском языке, который начал изучать. С февраля 1850 года некоторое время Павлович исполнял обязанности архивариуса епархиальной канцелярии в Пряшеве. В это же время он сотрудничает с возникшей на то время в Пряшеве группой русинских литераторов — «Литературное заведение пряшевское».
Желая остаться возле своего народа, Павлович отказывается от предложенного ему места в гимназии словацкого Кошице и в течение 13 лет исполняет обязанности священника в селе Биловижа, в области Маковица. Этому же краю он посвящает многие свои стихи и историко-этнографические исследования.
С 1864 года и до смерти Александр Павлович исполняет обязанности священника в Свиднике.

## Творчество
Большая часть творчества Александра Павловича описывает сельский быт. Многие из его стихов пронизаны любовью к родному краю, призывом всем славянским (и восточнославянским в частности) народностям объединяться с борьбе за свои права. Самосознание Александра Павловича было «угорско-русским», как отмечает литературовед и этнограф Иван Шлепецкий. Александру Павловичу принадлежит одна из первых (возможно, и первая) детская книга на русинском языке/закарпатском диалекте украинского языка — «Чачко или песник для маковецких детей».
Павлович выступал и как собиратель народного фольклор. В изданном Яковом Головацком сборнике «Народные песни Галицкой и Угорской Руси» есть ряд произведений, записанных именно Павловичем, который переписывался с Головацким и присылал ему свои записи.
На протяжении многих лет Александр Павлович поддерживал связь со многими другими будителями, как правило, русофильского направления — помимо Александра Духновича это Юлий Ставровский-Попрадов, Яков Головацкий, Богдан Дедицким, Александр Митрак.
Кроме стихов на шаришском наречии, Александр Павлович написал несколько десятков стихотворений на словацком языке.

## Язык Павловича
Большинство стихов Александра Павловича написаны на его родном шаришском диалекте. В предисловии к сборнику своих, стихов Павлович указывал, что сложил их на «любезном солодком малоруском маковицком народа моего прекрасном языке». Стихотворения Павловича печатались в шестидесятых годах в различных изданиях русофильского направления Закарпатья и Галичины. Среди них — сборник «Галичанин», журнал «Слово», «месяцесловы» (календари), издание «Свет» Как указывает современный украинский литературовед Лидия Заболоцкая, многие его стихотворения имели не только литературное или гражданское, но и педагогическое значение. поскольку представляли собой простые, но ясные указания, как следует учить детей и для чего. Для тогдашних, большей частью неграмотных (или малограмотных) крестьян-русинов такие обращения на родном языке имели большое значение.
Александр Павлович кроме того написал ряд стихотворений на русском литературном языке в его закарпатском варианте. По мнению лингвиста и историка литературы Георгия Геровского, эти стихи у него выходили хуже, ибо в его родном шаришском говоре было утрачено разноместное ударение, свойственное восточнославянским языкам и являющееся основой русской силлабо-тонической системы. Его стихи на шаришском наречии — силлабические. В своей автобиографии Павлович признается что желал бы писать по-русски, но не может этого делать, так как не владеет литературным языком достаточно хорошо, и потому занимается «простонародным стихосложением».

## Пример языка Александра Павловича
Вѣтер вѣлшынами хвіе,
Преспѣвуют соловіе,
Хтѣли бы го потѣшыти,
Жаль го не хоче лишити.

Редактору «Карпат»

…

Брат! В Пряшеве изволили вы меня воззвать,

Чтоб о бедствиях в народе

Утесняемом я нечто написал в «Карпат»,

Путь приготовлял к свободе!?

Вот стал я размышлять, как бы эту задачу

В пользу несчастных розвязать,

Надо погрозиться жестокому палачу,

Преступников надо карать!

Где же причина зла? В народе? Вне народа?

Откровенно нельзя сказать.

И зачем бы нет? Ведь печати свобода!

Мы свободно можем писать.

Александр Павлович. Избранные произведения Том 1. Часть 1 (1-150 стр.)

## Наследие
Стихи Александра Павловича так и не были изданы при жизни единым собранием, но несколько раз переиздавались после смерти. Первое из таких изданий было подготовлено в 1920-м году его давним другом — закарпатским педагогом Иваном Поливкой. После этого стихи Александра Павловича издавались в 1934, 1942 годах. Крупнейшую подборку его стихотворений подготовил в 1955 году чехословацкий литературовед Иван Шлепецкий. В 1982 году в Свиднике была проведена научная конференция, посвященная жизни и творчеству Александра Павловича .
В том же Свиднике Александру Павловичу поставлен памятник.

## Исследования творчества
К личности и творчеству Александра Павловича обращались многие исследователи разной политической и национальной ориентации. Среди них — русофилы Иван Шлепецкий и Павел Федор, украинофил Дионизий Зубрицкий, русинский историк Иван Поп и другие.